# Spacebring
Spacebring (раніше andcards)— це інтернет-компанія, що випускає програмне забезпечення для коворкінгів та спільних просторів. Платформа розроблена для оптимізації роботи, покращення клієнтського досвіду та зростання доходів коворкінг-бізнесу. Компанія отримала нагороди в Сполучених Штатах Америки (G2 Crowd), Південній Кореї (K-Startup Grand Challenge), Польщі (Poland Prize), Чилі (Start-Up Chile), та в Україні (Google for Startups).
У вересні 2019 року американська компанія Stripe у співробітництві з Spacebring запустила свій сервіс на ринку Польщі.

## Історія та місія
Spacebring була заснована з метою вирішення операційних проблем та покращення доступності коворкінгів. Компанія отримала початкове фінансування від K-Startup, а у 2019 році отримала підтримку від YC Startup School, Poland Prize та Startup Chile. До 2024 року Spacebring стала однією з найрейтинговіших платформ для коворкінгів у світі, охопивши понад 500 локацій у 55 країнах. Окрім програмного забезпечення, Spacebring пропонує корисні ресурси — блог, бібліотеку, академію, подкасти та вебінари, — які сприяють підвищенню ефективності та розвитку індустрії спільного користування простором.

## Продукти
Spacebring — багатоплатформне програмне забезпечення для коворкінгів та спільних просторів. Сервіс працює на платформах iOS, Android, а також у вигляді вебзастосунку. 
Програмне забезпечення дозволяє коворкінгам отримувати прибуток завдяки підпискам, бронюванням переговорних кімнат, робочих місць, крамниці, та події, а також розширювати функціонал за рахунок інтеграцій.
За версією онлайн-видання Coworking Resources, програмне забезпечення Spacebring стало одним з найкращих для коворкінгів у світі в 2019 році.

## Партнерства
Spacebring співпрацює з лідерами галузі, такими як Stripe і PayPal, щоб розширювати функціональні можливості та географію присутності.